# Третьяково (Кемеровская область)
Третьяково — село в Тисульском районе Кемеровской области. Входит в состав Третьяковского сельского поселения.

## География
Центральная часть населённого пункта расположена на высоте 186 метров над уровнем моря.

## Население
По данным Всероссийской переписи населения 2010 года, в селе Третьяково проживает 349 человек (159 мужчин, 190 женщин).